# Розмірне квантування
Розмі́рне квантува́ння — явище дискретизації енергетичних рівнів квантовомеханічних частинок в тілах малого розміру.
Розмірне квантування проявляється в наночастинках, зокрема в квантових точках.

## Фізична природа
Будь-яке тверде тіло є потенціальною ямою для електронів. Для вильоту електрона із твердого тіла йому необхідно надати певну енергію, наприклад для металів ця енергія називається роботою виходу.
У потенціальній ямі електрон чи інша частинка має дискретний набір енергій. Коли потенціальна яма широка, ці дискретні енергетичні рівні розташовані в енергетичному спектрі так густо, що віддаллю між ними можна знехтувати, вважаючи спектр суцільним. При зменшенні розмірів тіла, віддаль між дискретними енергетичними рівнями збільшується. Коли вона стає настільки великою, що дискретність починає проявлятися в різноманітних фізичних явищах, наприклад, в оптичних спектрах речовин, то говорять про розмірне квантування рівнів.
Розмірне квантування особливо важливе для напівпровідникових наночастинок, оскільки елементарними збудженнями в напівпровідниках є квазічастинки — електрони провідності й дірки, що характеризуються ефективною масою, яка може бути набагато меншою від маси вільного електрона. Малість ефективної маси квазічастинок зумовлює прояв розмірного квантування для частинок розміром у кілька десятків нанометрів.

## Прямокутна потенціальна яма
Задача про квантування енергетичних рівнів квантовомеханічної частинки в прямокутній потенціальній ямі із нескінченно високими стінками є базовою для розуміння явища розмірного квантування. Хвильова функція частинки записується у вигляді
{\displaystyle \psi =A\sin kx\,},
де A — стала, а k повинен визначатися із граничних умов.
Ця хвильова функція є розв'язком рівняння Шредінгера
{\displaystyle -{\frac {\hbar ^{2}}{2m}}{\frac {d^{2}\psi }{dx^{2}}}=E\psi },
де {\displaystyle \hbar } — стала Планка, m — маса частинки, а E — її енергія.
Якщо нескінченно високі стінки розташвані в точках x = 0 та x= d, то хвильова функція повинна дорівнювати в цих точках нулю. Звідси
{\displaystyle \sin kd=0\,}
або {\displaystyle k_{n}d=\pi n\,}, де {\displaystyle n=1,2,\ldots } — квантове число.
Отже енергія частинки може приймати лише значення
{\displaystyle E_{n}={\frac {\hbar ^{2}}{2m}}\left({\frac {\pi n}{d}}\right)^{2}}.
Чим ширша яма, тим менша віддаль між рівнями. Найнижчий рівень із n =1 має відмінну від нуля енергію.
Оскільки мінімальна енергія частинки в ямі {\displaystyle E_{1}} відмінна від нуля, то при глибині ями меншій за цю величину, частинка не може локалізуватися в ямі. Частинка не зможе локалізуватися також у дуже вузькій ямі, коли енергія першого рівня сильно зростає.

## Розмірне квантування у багатовимірних системах
Якщо розмір тіла, наприклад, напівпровідника, обмежений лише в кількох вимірах, то енергетичні рівні квантуються частково. В такому випадку зонна структура напівпровідника розбивається на мінізони.
Наближення нескінченно високих стінок
{\displaystyle \psi ({\textbf {r}})={\frac {1}{\sqrt {S}}}\exp(i{\textbf {q}}\rho )\varphi (z).}
Рівняння Шредінгера (у методі ефективної маси) всередині ями
{\displaystyle -{\frac {\hbar ^{2}}{2m_{A}}}{\frac {d^{2}}{dz^{2}}}\varphi (z)=E_{z}\varphi (z),\quad \quad E=E_{z}+E_{xy},\quad \quad E_{xy}={\frac {\hbar ^{2}q^{2}}{2m_{A}}}.}
Граничні умови: {\displaystyle \varphi (\pm {\frac {a}{2}})=0.}
Парні й непарні рішення: {\displaystyle C\cos kz} та {\displaystyle C\sin kz,} де {\displaystyle k={\sqrt {{\frac {2m_{A}}{\hbar ^{2}}}E_{z}}}.}
Із врахуванням граничних умов {\displaystyle k={\frac {\nu \pi }{a}},} де {\displaystyle \nu =1,3,...} для парних та {\displaystyle \nu =2,4,...} для непарних рішень.

### За скінченних стінок,q=0{\displaystyle q=0}
Граничні умови:
{\displaystyle \varphi |_{A}=\varphi |_{B},\quad \quad {\frac {1}{m_{A}}}{\frac {d\varphi }{dz}}|_{A}={\frac {1}{m_{B}}}{\frac {d\varphi }{dz}}|_{B}.}
Парні рішення:
{\displaystyle \varphi (z)={\begin{cases}C\cos kz\,{\text{за}}\,|z|\leq {\frac {a}{2}},\\D\exp[-ae(|z|-{\frac {a}{2}})]\,{\text{за}}\,|z|\geq {\frac {a}{2}},\end{cases}}}
де {\displaystyle ae=[2m_{B}(V-E_{x})/\hbar ^{2}]^{1/2},} {\displaystyle V} — висота стінки. З системи рівнянь
{\displaystyle C\cos k{\frac {a}{2}}=D,\quad \quad -{\frac {k}{m_{A}}}C\sin k{\frac {a}{2}}=-{\frac {ae}{m_{B}}}D}
отримуємо трансендентне рівняння для енергії парних станів
{\displaystyle \tan k{\frac {a}{2}}=\eta \equiv {\frac {m_{A}}{m_{B}}}{\frac {ae}{k}}.}
Так само для непарних рішень
{\displaystyle \cot k{\frac {a}{2}}=-\eta .}

У {\displaystyle \mathrm {GaAs/Al_{x}Ga_{1-x}As} ,} вирощених у напрямку (001), стан тяжких (hh) й легких (lh) дірок за {\displaystyle q=0} квантуються незалежно, тому у квантових ямах формуються дві серії диркових станів: {\displaystyle hh\nu } та {\displaystyle lh\nu ,} які характеризуються проєкціями кутовогомоменту {\displaystyle J_{z}=\pm 3/2} та {\displaystyle J_{z}=\pm 1/2} відповідно. Для ненульового латерального хвильового вектора {\displaystyle {\textbf {q}}} стани тяжких й легких дірок перемішуються й валентні підзони виявляються непараболічними.